# انسان کرومانیون

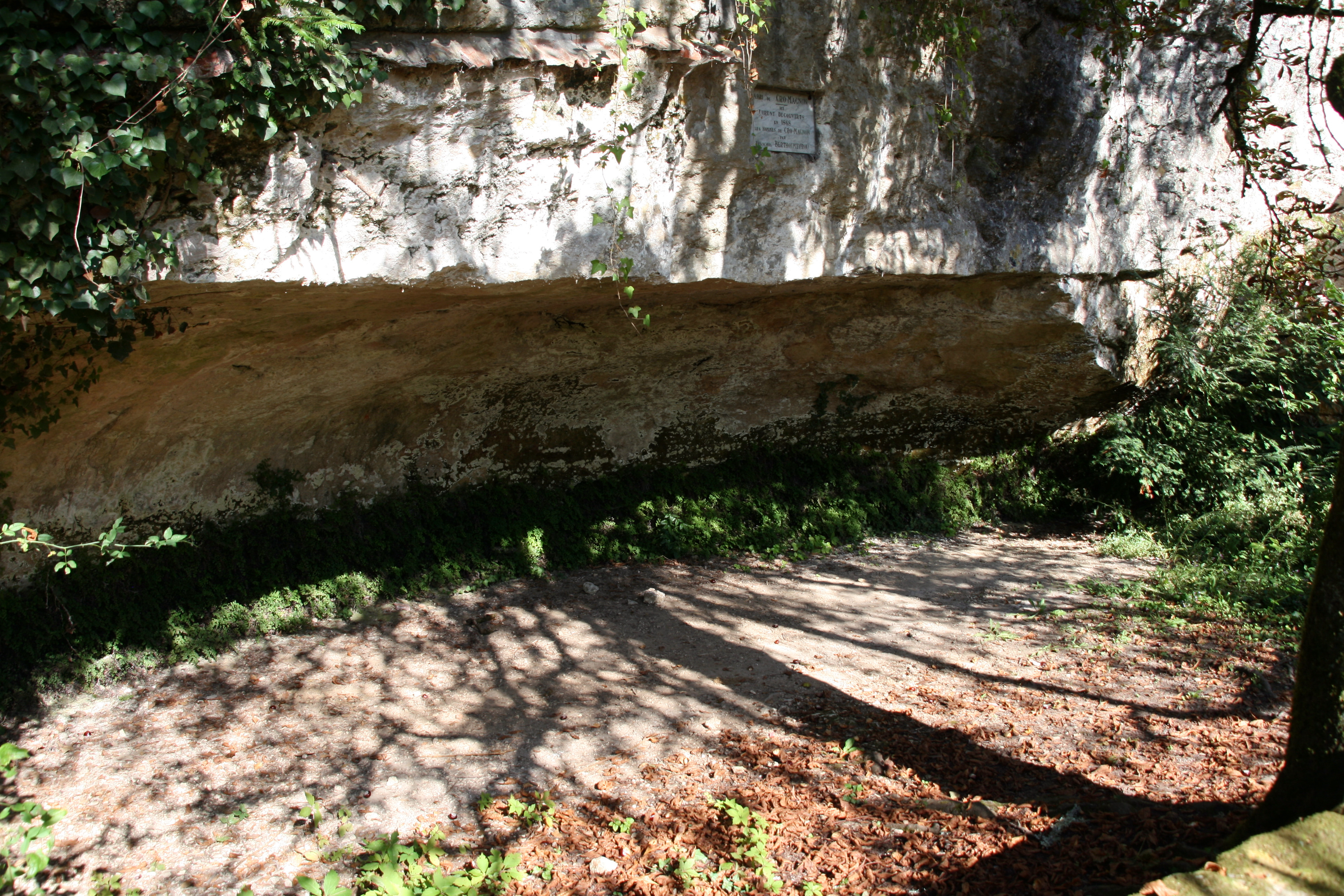
پناهگاه صخره‌ای کرومانیون

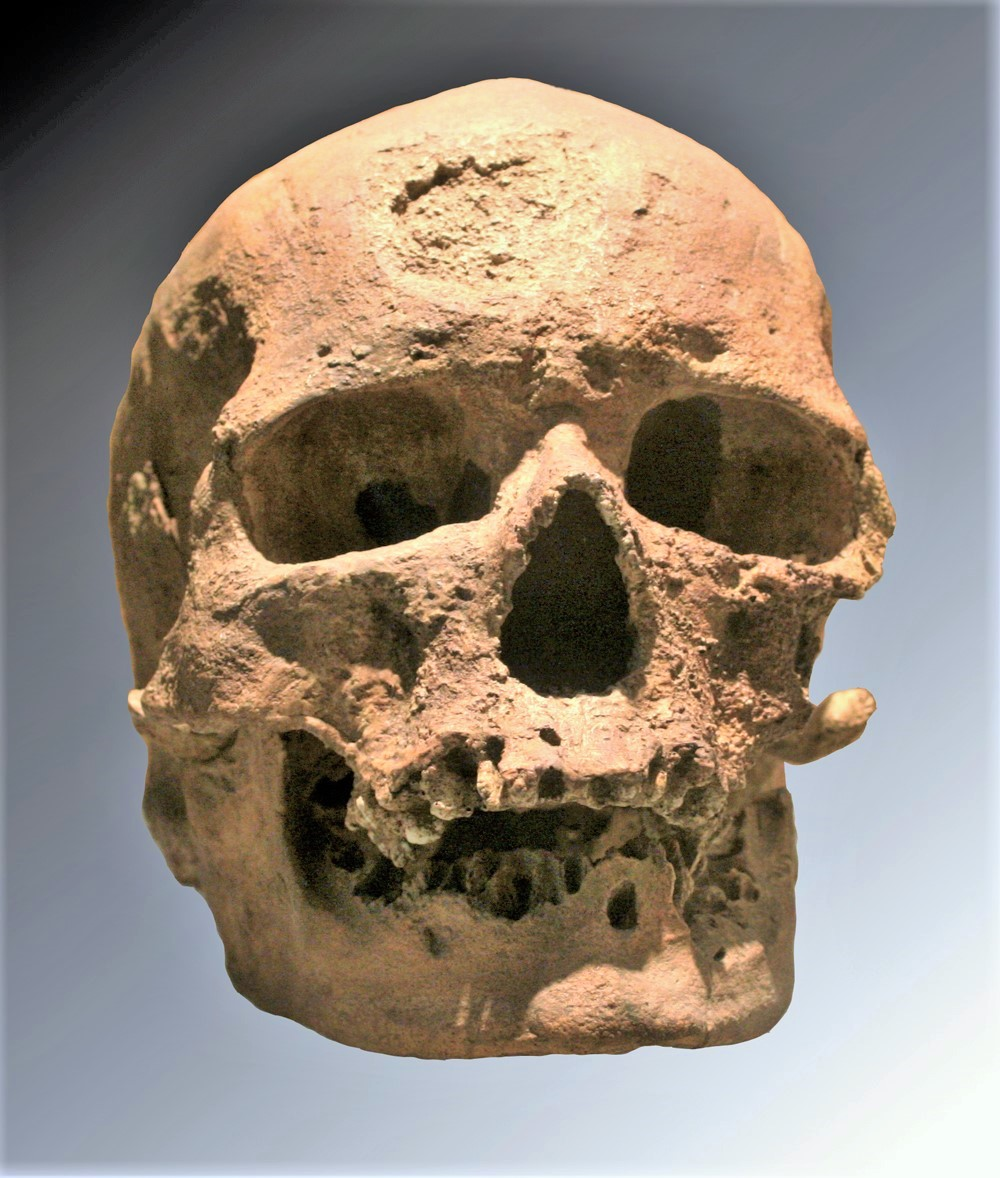
مرد میان‌سال کرومانیون

آدمیان کرومانیون مردمانی بودند که در عصر پارینه‌سنگی زبرین در اروپا می‌زیستند. آنها حدود چهل هزار سال پیش - همزمان با پایان عصر یخبندان - از آفریقا به اروپا مهاجرت کردند و با انسان نئاندرتال زیستگاه مشترک یافتند.
کرومانیون‌ها در ابزارسازی و فن شکار از هم‌قاره‌ای‌های نئاندرتال خود برتر بودند و مهارت‌های زبانی و فرهنگ پیشرفته‌تری داشتند. گمان می‌رود که مسبب اصلی نابودی نسل نئاندرتال‌ها هم ایشان بوده‌اند.
آدمیان کرومانیون از نظر ظاهر و ریخت بسیار همانند مردم امروز بودند؛ از این رو دانشمندان ترجیح می‌دهند آنها را انسان امروزین اولیه بنامند.

## کشف
غار یا پناهگاه صخره‌ای کرومانیون – جایی که نخستین سنگواره انسان کرومانیون کشف شد – نزدیک روستای له ایزیه (Les Eyzies) در شهرستان دوردونی فرانسه قرار دارد. در سال ۱۸۶۸ کارگران راه‌آهن در حین کار در منطقه تصادفاً غار و استخوان‌های درون آن را پیدا کردند. خبر این کشف که به دولتمردان رسید، زمین‌شناس جوانی به نام لویی لارته را فرستادند تا محل را بررسی کند.

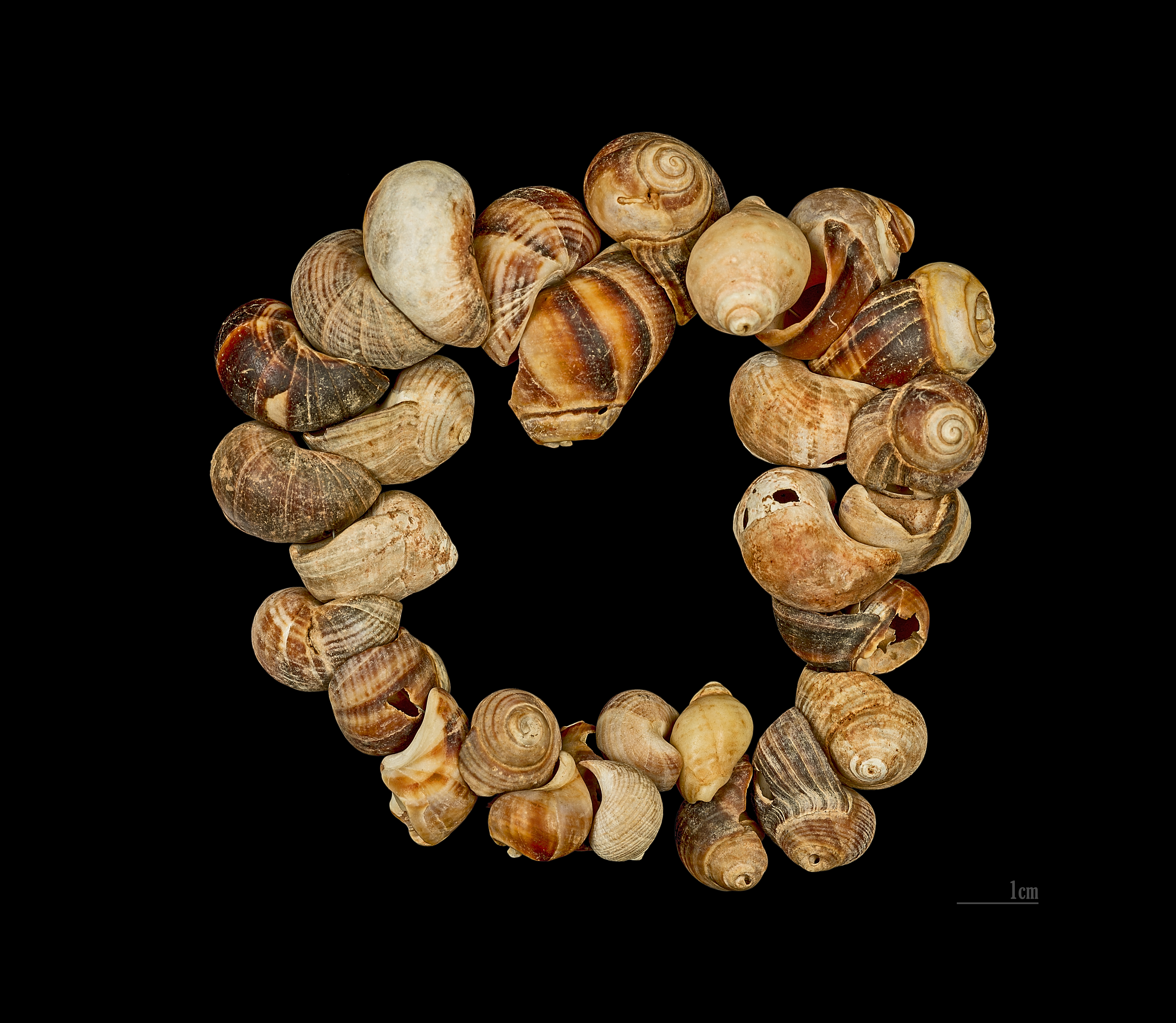
زیور‌آلات ساخته شده از صدف -انسان کرومانیون مجموعه لویی لارته - موزه تولوز

لارته در انتهای غار استخوان‌های پنج انسان را یافت؛ دو زن، یک مرد و یک نوزاد که به نظر می‌رسید همزمان مرده و با هم دفن شده‌اند. علاوه بر آن خرده‌های استخوان، تزئیناتی برساخته از صدف و دندان حیوانات و ابزارهای سنگی و استخوانی، پراکنده بر کف غار دیده می‌شد.
یکی از جمجمه‌ها به ویژه توجه لارته را برانگیخت؛ جمجمه‌ای تقریباً کامل از آنِ مردی میانسال که به خوبی ویژگی‌های کلی چهره کرومانیون‌ها را نمایان می‌کرد: پیشانی بلند و صاف، چشمخانه‌های کشیده، چانه برآمده و کاسه سر بزرگ و حجیم.
وضعیت سنگواره‌های غار از شرایط دشوار زندگی در آن دوران حکایت داشت؛ استخوان صورت مرد میانسال در اثر عفونت قارچی سوراخ شده و در مهره‌های گردنی افراد دیگر عارضه هم‌آمیختگی (fused vertebrae) ناشی از ضربه شدید دیده می‌شود. یکی از زنان نیز دچار شکستگی سر شده و مدتی پس از آن زنده مانده‌است. این‌ها نشان می‌دهد که کرومانیون‌ها از افراد زخمی و آسیب‌دیده گروه خود نگهداری می‌کرده‌اند.